# Al Javier
Ignacio Alfredo Javier Wilkes (nacido el 4 de febrero de 1954 en San Pedro de Macorís) es un ex jardinero dominicano que jugó en la Liga Mayor de Béisbol. Javier jugó  en ocho partidos para los Astros de Houston en  1976, yéndose de 24-5 con una carrera anotada, dos bases por bolas y cinco ponches.